# Punta Rasica
Die Punta Rasica ist ein Berg in den Bernina-Alpen, an der Grenze zwischen Italien und der Schweiz.

## Lage und Beschreibung
Der Gipfel in einer Höhe von 3305 m ü. M. liegt auf der Grenze der Gemeinden Bregaglia des Kantons Graubünden und Val Masino in der Provinz Sondrio in der Untergruppe Südliches Bergell – Monte Disgrazia. Der Berg wurde nach einem gleichnamigen Weiler am Eingang des Val di Zocca benannt. Mit der östlich gelegenen Torronegruppe (3349 m) schließt die Punta Rasica das Fornotal mit dem Fornogletscher im Süden ab. Ihre Ostseite fällt zum Valle di Zocca, einem nördlichen Seitental des Val Masino ab.

## Alpinismus
Die drei Grataufstiege über den Südost-, Nord- und Südsüdwestgrat zählen zu den schönsten im Bergell. Die Erstbesteigung erfolgte am 27. Juni 1892 durch Anton von Rydzewski geführt von Christian Klucker und Mansueto Barbaria über den Südostgrat.
Von der Jahrhundertwende bis zum Zweiten Weltkrieg waren es dann vor allem italienischen Alpinisten der Società Escursionisti Milanesi (SEM), die neue Routen an der Punta Rasica erschlossen. An der Punta Rasica machten Alpinisten wie Elvezio Bozzoli, Vitale Bramani, Antonio Castelnuovo, Ettore Castiglioni und Eugenio Fasana ihre ersten Gehversuche als Bergsteiger. Castelnuovo bestieg 1906 als erster Italiener den Berg über die nach ihm benannte Route in der Westnordwestwand. Aldo Bonacossa und Ettore Castiglioni gelang 1935 die Erstbegehung der Südwand.

### Das Unglück vom 15. September 1935
Im September 1935 machten sich 19 Bergsteiger – darunter zwei Alpinistinnen – zur Punta Rasica auf. Sie waren einer Einladung von Vitale Bramani und Elvezio Bozzoli gefolgt, die Begehung des von beiden im Juli des gleichen Jahres erstmals begangenen Südwestgrat zu wiederholen. Die Gruppe reiste mit dem Bus am 14. September an und langte zu später Stunde im Rifugio Allievi an. Im Morgengrauen des nächsten Tages stieg die Gruppe bis zum Wandfuß der Südwand vor. Da sie die Wand vollkommen trocken vorfanden und bestes Wetter herrschte, ließ die Gruppe den Großteil der Ausrüstung dort zurück.
Mit leichten Kletterschuhen, deren Sohle damals aus Hanfschnüren bestand, stieg die Gruppe in mehrere Seilschaften aufgeteilt in die Wand ein. Nachdem die ersten Seilschaften bis knapp unterhalb des Gipfels vorgedrungen waren, schlug das Wetter um. Dennoch hielt man an dem Vorhaben fest, noch bis zum Gipfel aufzusteigen. Um 13 Uhr erreichte die Führungsgruppe schließlich den Gipfel, auf dessen Besteigung die anderen wegen des bereits späten Zeitpunktes dann doch verzichten mussten. Regen und Hagelschauer setzten ein. Nachdem eine schnellere Abstiegsroute auch wegen der mittlerweile schlechten Sicht nicht mehr ausgekundschaftet werden konnte, begann sich die unter dem Gipfelplateau versammelte Gruppe um 15 Uhr abzuseilen. Müdigkeit, niedrige Temperaturen und der schlechte Halt der Kletterschuhe verlangsamten den Abstieg.
Der Großteil der Gruppe erreichte erst nach Einbruch der Nacht den Wandfuß und musste zwischen Gletscherspalten ein Notlager aufschlagen. Sechs Teilnehmer überlebten die Nacht nicht und erfroren. Das tragische Erlebnis soll für Vitale Bramani auf die Idee gebracht haben, rutschfeste Gummisohlen auf Bergschuhen einzusetzen. Zusammen mit Pirelli entstand daraus, die nach ihm benannte Vibram-Sohle, die er 1937 zusammen mit Ettore Castgilione am Piz Badile erfolgreich testete.

## Routen und Stützpunkte
Die Normalroute vom schweizerischen Fornotal führt vom Südostgrat bis zum Schwierigkeitsgrad UIAA V zum Gipfel. Als klassische Überschreitungstour gilt die Route über den Nordgrat (UIAA IV). Von der italienischen Südseite bieten sich als Route die Via Bramani über den Südsüdwestgrat (UIAA IV+), die Via Castelnuovo über die Westnordwestwand (UIAA II+) – die Normalroute von der Südseite – sowie die Südwand (UIAA IV+) an. Als Stützpunkte kommen je nach Route die Fornohütte (2574 m) des Schweizer Alpen-Clubs (SAC) oder das Rifugio Allievi-Bonacossa (2388 m) des Club Alpino Italiano (CAI) in Frage.